# Феррієр (Тарн)
Ферріє́р (фр. Ferrières) — колишній муніципалітет у Франції, у регіоні Окситанія, департамент Тарн. Населення — 142 осіб (2011).
Муніципалітет був розташований на відстані близько 580 км на південь від Парижа, 85 км на схід від Тулузи, 39 км на південний схід від Альбі.

## Історія
До 2015 року муніципалітет перебував у складі регіону Південь-Піренеї. Від 1 січня 2016 року належав до нового об'єднаного регіону Окситанія.
1 січня 2016 року Феррієр, Кастельно-де-Брассак i Ле-Марньє було об'єднано в новий муніципалітет Фонтріє.

## Демографія
Динаміка населення (INSEE ):
Розподіл населення за віком та статтю (2006):
| Стать | Всього | До 15 років | 15-24 | 25-44 | 45-64 | 65-85 | Понад 85 |
| --- | ------ | ----------- | ----- | ----- | ----- | ----- | -------- |
| Чоловіки | 72     | 4           | 4     | 8     | 24    | 32    | 0        |
| Жінки | 72     | 8           | 0     | 12    | 28    | 24    | 0        |
| \| Статево-вікова піраміда \| Статево-вікова піраміда \| Статево-вікова піраміда \| \| ----------------------- \| ----------------------- \| ----------------------- \| \| Чоловіки \| Вік \| Жінки \| \| 0 \| 85 + \| 0 \| \| 0 \| 80-84 \| 0 \| \| 12 \| 75-79 \| 0 \| \| 12 \| 70-74 \| 20 \| \| 8 \| 65-69 \| 4 \| \| 0 \| 60-64 \| 8 \| \| 8 \| 55-59 \| 0 \| \| 12 \| 50-54 \| 12 \| \| 4 \| 45-49 \| 8 \| \| 4 \| 40-44 \| 0 \| \| 0 \| 35-39 \| 0 \| \| 4 \| 30-34 \| 4 \| \| 0 \| 25-29 \| 8 \| \| 4 \| 20-24 \| 0 \| \| 0 \| 15-20 \| 0 \| \| 0 \| 10-14 \| 0 \| \| 0 \| 5-9 \| 4 \| \| 4 \| 0-4 \| 4 \| |        |             |       |       |       |       |          |
| Статево-вікова піраміда |        |             |       |       |       |       |          |
| Чоловіки | Вік    | Жінки       |       |       |       |       |          |
| 0 | 85 +   | 0           |       |       |       |       |          |
| 0 | 80-84  | 0           |       |       |       |       |          |
| 12 | 75-79  | 0           |       |       |       |       |          |
| 12 | 70-74  | 20          |       |       |       |       |          |
| 8 | 65-69  | 4           |       |       |       |       |          |
| 0 | 60-64  | 8           |       |       |       |       |          |
| 8 | 55-59  | 0           |       |       |       |       |          |
| 12 | 50-54  | 12          |       |       |       |       |          |
| 4 | 45-49  | 8           |       |       |       |       |          |
| 4 | 40-44  | 0           |       |       |       |       |          |
| 0 | 35-39  | 0           |       |       |       |       |          |
| 4 | 30-34  | 4           |       |       |       |       |          |
| 0 | 25-29  | 8           |       |       |       |       |          |
| 4 | 20-24  | 0           |       |       |       |       |          |
| 0 | 15-20  | 0           |       |       |       |       |          |
| 0 | 10-14  | 0           |       |       |       |       |          |
| 0 | 5-9    | 4           |       |       |       |       |          |
| 4 | 0-4    | 4           |       |       |       |       |          |

## Економіка
У 2007 році серед 89 осіб у працездатному віці (15-64 років) 49 були активні, 40 — неактивні (показник активності 55,1%, у 1999 році було 68,4%). З 49 активних працювали 44 особи (31 чоловік та 13 жінок), безробітних було 5 (3 чоловіки та 2 жінки). Серед 40 неактивних 6 осіб було учнями чи студентами, 15 — пенсіонерами, 19 були неактивними з інших причин.
У 2010 році в муніципалітеті числилось 72 оподатковані домогосподарства, у яких проживали 156,0 особи, медіана доходів виносила 15 613 євро на одного особоспоживача